# Sinaloa kommun
Sinaloa är en kommun i Mexiko.   Den ligger i delstaten Sinaloa, i den västra delen av landet, 1 200 km nordväst om huvudstaden Mexico City. Antalet invånare är 88 659. Arean är 6 187 kvadratkilometer.
Terrängen i Sinaloa är varierad.
Följande samhällen finns i Sinaloa:
- Sinaloa de Leyva
- Genaro Estrada
- Gabriel Leyva Velázquez
- Alfonso G. Calderón Velarde
- Alfredo V. Bonfil
- Bacubirito
- Concentración 5 de Febrero
- Nacaveba
- Cubiri de la Cuesta
- Colonia 6 de Mayo
- El Coyote
- El Pueblito
- Cubiri de la Capilla
- Santa Teresita
- Ruiz Cortines Número Uno
- Cubiri de la Máquina
- Maripita
- Tepantita de Ocoroni
- Sarabia
- La Loma de Lugo
- Las Playas
- Mazocari
- El Gatal de Ocoroni
- Agua Caliente de Cebada
- El Amapal
- Ocuragüe
- La Guamuchilera
- Ejido Francisco J. Múgica
- Los Mezquites
- Portugués de Norzagaray
- Tres Reyes
- Agua Fría
- Melchor Ocampo
- Las Tatemas
- Agua Blanca
- Porohui
- San Pablo Mochobampo
- Buchinari
- Francisco Villa
- La Cuevita
- El Veranito
- El Aguajito
- José María Morelos y Pavón
- El Amapal
- Campo Torreón
- El Gatal
- El Zapote
- El Norteño
- Los Tastes
- Lombardo Toledano
- Los Cerquitos
- La Huerta
- Güera
- Agua Escondida
- El Garbanzo
- El Limón
- Lorenzo F. Robles
- Agua Caliente de Cota
- Casas Nuevas
- La Bocatoma
- El Altillo
- Mixquitillo
- El Pueblito
- El Aguajito
- Las Lajas
- El Zapote
- La Aceituna
- La Cañada
- Santa Quitería
- San José del Álamo
- San Miguel de San Joaquín
- Lomalinda
- Pueblo Viejo
- El Saucito